# 藤波匠
藤波 匠（ふじなみ たくみ）は、日本のエコノミスト。日本総合研究所調査部上席主任研究員。専門は地方政策、地方活性化、環境政策。

## 経歴
神奈川県出身。1992年東京農工大学大学院農学研究科環境保護学専攻修士課程修了。同年東芝に入社し、家電関係研究所で、真空断熱材の研究などに従事。
1999年さくら総合研究所副主任研究員。2001年日本総合研究所副主任研究員。2003年山梨総合研究所主任研究員。2008年日本総合研究所調査部主任研究員。2015年日本総合研究所調査部上席主任研究員。
総務省地域の元気創造有識者会議委員、三重県経営戦略会議委員、山梨県山梨の未来を担う人材育成検討委員会委員、広島県都心活性化プランに関する懇談会委員なども歴任。
2010年共同通信社地域再生大賞審査委員。2023年三重県人口減少問題有識者会議委員、内閣府経済財政検討ユニットサブリーダー。専門は地方政策、地方活性化、環境政策で、日本の少子化問題などを研究。

## 著書
- 『安全安心の基礎知識』（共著、全国危険物安全協会、2006年）
- 『地方都市再生論　暮らし続けるために』（日本経済新聞出版社、2010年）
- 『人口減が地方を強くする』（日本経済新聞出版社、2016年）
- 『「北の国から」で読む日本社会－日経プレミアシリーズ』（日本経済新聞出版社、2017年）
- 『子供が消えゆく国－日経プレミアシリーズ』（日本経済新聞出版社、2020年）
- 『なぜ少子化は止められないのか－日経プレミアシリーズ』（日本経済新聞出版社、2023年）